# 9218 Ishiikazuo
A 9218 Ishiikazuo (ideiglenes jelöléssel 1995 WV2) a Naprendszer kisbolygóövében található aszteroida. Kobajasi Takao fedezte fel 1995. november 20-án.